# Moniek Tenniglo
Moniek Tenniglo, née le 2 mai 1988 à Albergen, est une coureuse cycliste professionnelle néerlandaise.

## Biographie
Elle commence le cyclisme en 2008 suivant l'exemple de sa sœur Hanneke. Elle fait partie de l'équipe Jan van Arckel de 2010 à 2014 et travaille en parallèle pour l'entreprise Rabobank. Elle devient professionnelle en août 2014 au sein de l'équipe Rabo Liv:

## Palmarès sur route

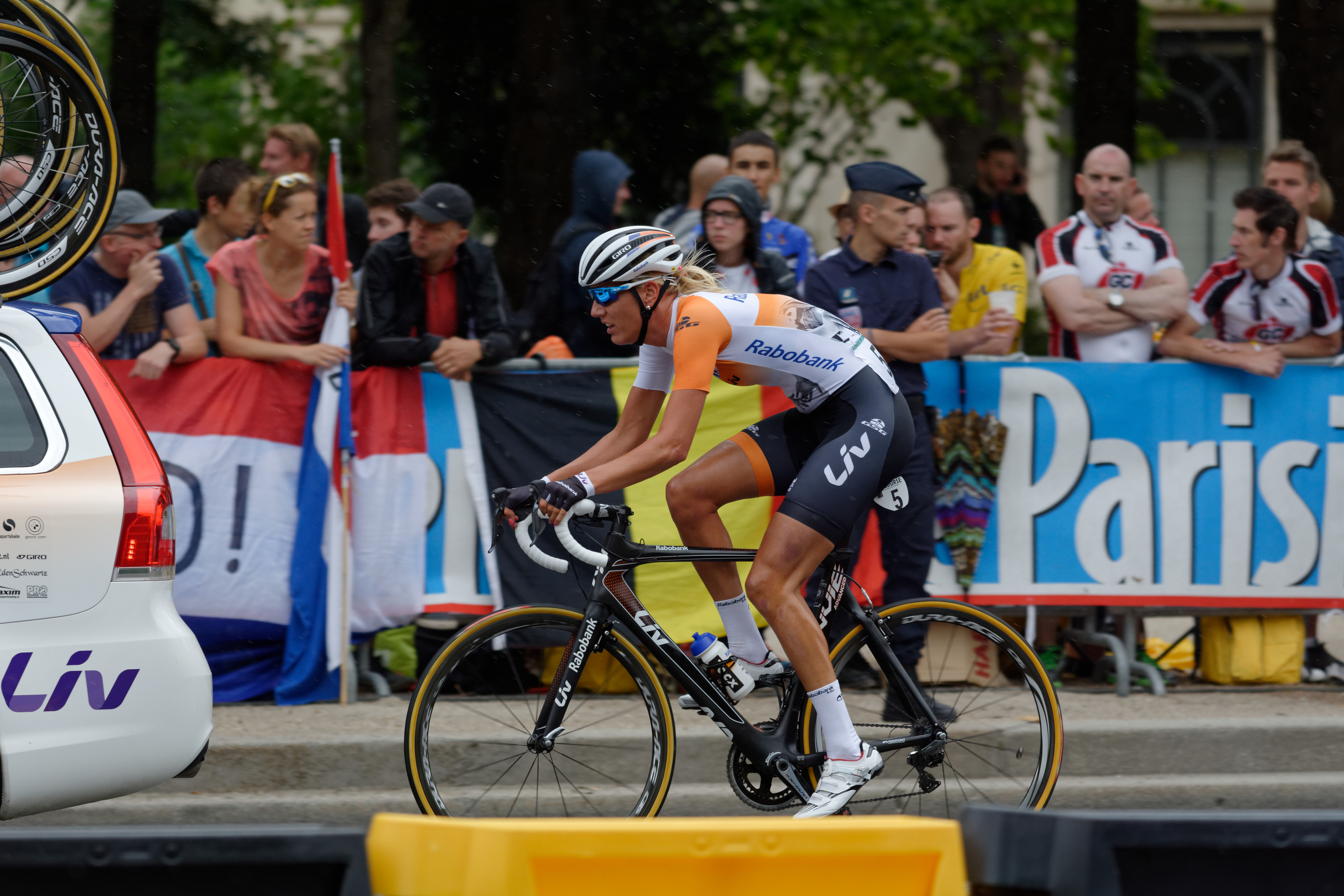
Lors de la Course by Le Tour de France 2015

### Palmarès par années
- 2015
  - Open de Suède Vargarda TTT (contre-la-montre par équipes) (Cdm)
- 2016
  - 3e du Contre-la-montre par équipes de l'Open de Suède Vårgårda
- 2017
  - 3e du Gracia Orlova

### Classements mondiaux
| Année                                 | 2015 | 2016 | 2017 | 2018 | 2019 | 2020 |
| ------------------------------------- | ---- | ---- | ---- | ---- | ---- | ---- |
| Classement UCI                        | 548e | 270e | 80e  | 380e | 279e | 661e |
| UCI World Tour                        |      | nc   | 114e | 137e | 128e | 173e |
|                                       |      |      |      |      |      |      |
| Légende : nc = non classéSource : UCI |      |      |      |      |      |      |